# Kanton Les Échelles
Kanton Les Échelles (francouzsky Canton des Échelles) je francouzský kanton v departementu Savojsko v regionu Rhône-Alpes. Tvoří ho 11 obcí.

## Obce kantonu
- Attignat-Oncin
- La Bauche
- Corbel
- Entremont-le-Vieux
- Les Échelles
- Saint-Christophe-la-Grotte
- Saint-Franc
- Saint-Jean-de-Couz
- Saint-Pierre-d'Entremont
- Saint-Pierre-de-Genebroz
- Saint-Thibaud-de-Couz